# Clytie arenosana
Clytie arenosana är en fjärilsart som beskrevs av Embrik Strand 1917. Clytie arenosana ingår i släktet Clytie och familjen nattflyn. Inga underarter finns listade i Catalogue of Life.